# هاينز هارالد فرينتزين
هاينز هارالد فرينتزين (بالألمانية: Heinz-Harald Frentzen)‏ مواليد 18 مايو 1967 في ألمانيا الغربية، هو سائق فورملا 1 ألماني بدأ مسيرته الاحترافية عام 1992. كان أول سباق له هو سباق الجائزة الكبرى البرازيلي 1994، حقق أول فوز له في سباق الجائزة الكبرى الألماني 1997. خاض خلال مسيرته 160 سباقاً فاز في 3 منها.

## سباقات شارك فيها
- لو مان 24 ساعة
- بطولة فورمولا 3 الألمانية
- سوبر فورمولا
- بطولة العالم للسيارات الرياضية

## بطولات حققها
- سباق الجائزة الكبرى الألماني 1997
- سباق الجائزة الكبرى الإيطالي 1999

## روابط خارجية
- هاينز هارالد فرينتزين على موقع IMDb (الإنجليزية)
- هاينز هارالد فرينتزين على موقع ميوزك برينز (الإنجليزية)
- هاينز هارالد فرينتزين على موقع Racing-Reference.info (الإنجليزية)
- هاينز هارالد فرينتزين على موقع DriverDB.com (الإنجليزية)